# Thylakogaster namibiensis
Thylakogaster namibiensis là một loài chân đều trong họ Haplomunnidae. Loài này được Brenke & Buschmann miêu tả khoa học năm 2009.